# خوسه ویسنته گارسیا
خوسه ویسنته گارسیا (اسپانیایی: José Vicente García‎؛ زادهٔ ۴ اوت ۱۹۷۲) دوچرخه‌سوار اهل اسپانیا است. وی در مسابقات تور دو فرانس شرکت کرده است.